# Régine Deforges
Régine Marie Léone Deforges, née le 15 août 1935 à Montmorillon dans la Vienne et morte le 3 avril 2014 à Paris 14e, est une romancière et éditrice française.
D'un ton très libre, voire libertin, ses romans sont souvent des plaidoyers féministes défendant le droit des femmes à s'assumer seules, jusques et y compris dans leur sexualité, qui peut être le lesbianisme. Elle situe l'action de plusieurs de ses romans dans la campagne proche de Montmorillon et sur les rives de la Gartempe, dans la région poitevine.

## Biographie
Régine Deforges est la fille de Clément Deforges (Leignes-sur-Fontaine, 20 novembre 1911 - Montmorillon, 21 octobre 2009), représentant de commerce, et de sa femme (Montmorillon, 3 décembre 1934) Bernadette Marie Thérèse Peyon (Montmorillon, 12 février 1914 - Montmorillon, 18 décembre 2009), dactylographe. Elle naît dans le Poitou à Montmorillon, où elle est élevée dans différentes institutions religieuses dont le collège Saint-Martial, une école de sœurs.
À l'âge de 15 ans, un amoureux éconduit lui dérobe son journal intime, où elle consignait ses pensées et l'amour qu'elle éprouvait pour une fille de son âge, Marie Madeleine dite Manon Abauzit (1935 à Montmorillon - 2014 à Poitiers) qui travaillera plus tard dans sa maison d'édition. Cet épisode provoque un scandale local : renvoyée de son institution, elle est contrainte de brûler ses autres cahiers.

« J'ai obéi, jeté dans le poêle ce qui me tenait le plus à cœur. Ma vie intime s'envolait en fumée. J'ai décidé que je me vengerais, sans savoir comment. »

Cet épisode lui inspire, bien plus tard, le livre Le Cahier volé. Très tôt, les livres constituent son univers d’élection : elle devient tour à tour libraire, relieur, éditrice, scénariste, réalisatrice et écrivaine. Elle ouvre plusieurs librairies, tant à Paris qu’en province, et crée, en 1968, sa propre maison d’édition, L'Or du temps. Elle devient de ce fait la première éditrice française à créer sa propre maison d’edition. Le premier livre qu’elle publie, Le Con d'Irène (sous le titre édulcoré « Irène »), attribué à Louis Aragon (1re éd. 1928), est saisi 48 heures après sa mise en vente, le 22 mars 1968. Elle sera, par la suite, condamnée pour « outrage aux bonnes mœurs » et privée de ses droits civiques pour trois ans.
En 1981, son roman La Bicyclette bleue, premier de trois tomes composant l'ouvrage, connaît un grand succès populaire (plus de dix millions d'exemplaires vendus), mais vaudra à Régine Deforges quelques démêlés judiciaires avec les héritiers de Margaret Mitchell, auteur d'Autant en emporte le vent, qui ne parviendront pas cependant à convaincre les juges que Régine Deforges avait plagié l'Américaine.
Elle publie ensuite un catalogue de livres écrits par des femmes (Les Femmes avant 1960). Elle publie une centaine d’ouvrages (notamment des livres d’Apollinaire, Gautier, Restif de la Bretonne et Mandiargues), dont la plupart font l’objet d’interdictions diverses et même, pour certains, de poursuites pour outrage aux bonnes mœurs. Parmi les romans érotiques contemporains, L'Or du temps publie notamment La Nue, de Michel Bernard. De nombreux procès et de lourdes amendes obligent Régine Deforges à déposer son bilan. Elle fut la première femme éditrice en France. En 1977 elle devient la première éditrice d'Hervé Guibert.
De 1989 à 1992 elle est présidente de la Société des gens de lettres. Elle est également membre du jury du prix Femina[Quand ?], dont elle démissionne en 2006 en solidarité avec Madeleine Chapsal à la suite de son exclusion ; et du comité d'honneur de la Maison internationale des poètes et des écrivains de Saint-Malo.
Elle tient également une chronique à L'Humanité, dont des recueils ont été publiés.
À titre personnel, elle est membre du comité d'honneur de l'Association pour le droit de mourir dans la dignité et cosigne en 2009 un texte réclamant la dépénalisation de l'euthanasie.
Régine Deforges meurt le 3 avril 2014 à l’hôpital Cochin, dans le 14e arrondissement de Paris, des suites d'une crise cardiaque, quelques mois après avoir terminé ses mémoires, L’Enfant du 15 août. Elle repose au cimetière du Montparnasse (3e division).
Un prix littéraire portant son nom est créé en 2015 afin de mettre en lumière son travail d'éditrice. Il s'agit du prix Régine Deforges du premier roman.

## Unions et enfants
Alors que Régine Deforges n'a pas 20 ans, elle rencontre l'industriel Pierre Spengler (1928-2001) (sans lien avec son homonyme le producteur) qui la demande en mariage. Elle décide de jouer cela aux dés[réf. nécessaire], au 421, et perd, si bien qu'ils se marient le 6 novembre 1953. Ils ont un fils, Franck Spengler, né le 30 janvier 1957, et aujourd'hui éditeur de littérature érotique. Ils divorcent le 28 avril 1965.
En 1966, elle a une fille, Camille Deforges-Pauvert, future responsable des relations libraires Belfond-Presses de la Cité, avec l'éditeur Jean-Jacques Pauvert. Il n'a reconnu Camille qu'à sa quarantaine ; il tente de s'en expliquer dans plusieurs pages de ses mémoires par le fait qu'il était déjà marié et père : « J'avais déjà deux enfants (sans compter ma première fille) ». Le grand responsable (enfin le grand déclencheur) de la décision de Jean-Jacques Pauvert de ne pas reconnaître Camille Deforges fut René Diatkine, le psychiatre .
Le 30 janvier 1979, elle a une seconde fille Léa Wiazemsky, future actrice, avec le dessinateur Pierre Wiazemsky, dit Wiaz, épousé à Paris le 30 janvier 1984.
Ses trois enfants créent en 2015 le prix Régine Deforges, organisé par la ville de Limoges, qui récompense des premières œuvres littéraires écrites par un auteur ou une autrice francophone.
Une librairie portant le nom de la Bicyclette Bleue a ouvert ses portes le 8 septembre 2021 à Paris dans le 20ème arrondissement, grâce à sa fille Camille et son petit-fils Simon Roussel.

## Œuvres

### Romans et nouvelles
- 1976 : Blanche et Lucie (Fayard), roman relatant l'histoire de ses deux grand-mères
- 1978 : Le Cahier volé (Fayard), roman inspiré en partie de l'enfance de l'auteure dans l'école Saint-Martial de Montmorillon
- 1981 : La Révolte des nonnes (La Table ronde), adapté au petit écran sous le titre L'Enfant des Loups en 1991
- 1982 : Les Enfants de Blanche (Fayard), la suite de Blanche et Lucie
- 1985 : Sur les bords de la Gartempe (Fayard), qui réunit Blanche et Lucie, Les Enfants de Blanche et Le Cahier volé
- 1986 : Pour l'amour de Marie Salat (Albin Michel)
- 1989 : Sous le ciel de Novgorod (Fayard)
- 2001 : « La Petite Fille au manteau rose », nouvelle dans l'anthologie Chemin faisant (Le Serpent à plumes), un recueil de nouvelles situées dans les transports publics
- 2004 : Le Collier de perles (Albin Michel)
- 2005 : La Hire, ou la Colère de Jehanne (Fayard), roman situé dans l'épopée de Jeanne d'Arc
- 2008 : Deborah, la femme adultère (Fayard)
- 2012 : Toutes les femmes s'appellent Marie (Hugo & Cie)
- 2014 : La Bergère d'Ivry (Éditions de la Différence), posthume

#### Érotisme
- 1979 : Lola et quelques autres, recueil de nouvelles (Éditions Jean-Goujon)
- 1980 : Contes pervers, recueil de nouvelles (Fayard)  (ISBN 978-2-213-00941-4) Adapté au cinéma en 1980 sous le même titre, officiellement réalisé par Régine Deforges elle-même (pour des raisons commerciales, le réalisateur a été Michel Lemoine, un spécialiste du film érotique) ; il existe également une adaptation en bandes dessinées (Contes pervers) parue en 1985, par Gérald Leclaire et Régine Deforges, aux Éditions Régine Deforges.
- 1994 : « La Cabane du jardin du Luxembourg », nouvelle dans l'anthologie Troubles de femmes dirigé par Marc Dolisi (Éditions Spengler)
- 1996 : L'Orage, roman (Éditions Blanche)  (ISBN 978-2-911621-06-2)
- 1999 : Rencontres ferroviaires, roman (Fayard)

#### CycleLa Bicyclette bleue
- 1981 : La Bicyclette bleue (Fayard)  (ISBN 978-2-253-03383-7) ; rééd. 1987 : Le Livre de Poche (LGF)
- 1983 : 101, avenue Henri-Martin (Fayard) ; rééd. 1987 : Le Livre de Poche (LGF)  (ISBN 978-2-253-04312-6)
- 1985 : Le Diable en rit encore (Fayard) ; rééd. 1988 : Le Livre de Poche (LGF)  (ISBN 978-2-253-04727-8)
- 1991 : Noir Tango (Fayard) ; rééd. 1993 : Le Livre de Poche (LGF)  (ISBN 978-2-253-06445-9)
- 1994 : Rue de la Soie (Fayard) ; rééd. 1996 : Le Livre de Poche (LGF)  (ISBN 978-2-253-14017-7)
- 1996 : La Dernière Colline (Fayard) ; rééd. 1999 : Le Livre de Poche (LGF)  (ISBN 978-2-253-14624-7)
- 1999 : Cuba libre ! (Fayard) ; rééd. 2001 : Le Livre de Poche (LGF)  (ISBN 978-2-253-15001-5)
- 2001 : Alger, ville blanche (Fayard) ; rééd. 2003 : Le Livre de Poche (LGF)
- 2003 : Les Généraux du crépuscule (Fayard) ; rééd. 2005 : Le Livre de Poche (LGF)  (ISBN 978-2-253-10898-6)
- 2007 : Et quand viendra la fin du voyage (Fayard)  (ISBN 978-2-213-63348-0) ; rééd. 2008 : Le Livre de Poche (LGF)  (ISBN 978-2-253-12231-9)

### Essais
- 1975 : O m’a dit, entretiens avec Pauline Réage (Éditions Pauvert)  (ISBN 978-2-7202-1358-8)
- 1995 : Roger Stéphane ou la passion d’admirer (Fayard et Éditions Spengler)
- 1997 : Fragments (France Loisirs)
- 1997 : Les Non-dits de Régine Deforges, entretiens avec Lucie Wisperheim (Stock)
- 1999 : Camilo (Fayard)
- 1999 : Entre femmes, avec Jeanne Bourin (Éditions Blanche et Robert Laffont 1999)
- 2011 : Le Paris de mes amours : abécédaire sentimental (Plon)  (ISBN 978-2-2592-0769-0)
- 2013 : Les Filles du cahier volé, Régine Deforges et Manon Abauzit entretenues par Leonardo Marcos, texte supplémentaire de Sonia Rykiel, photographies de Leonardo Marcos (Éditions de la Différence)  (ISBN 978-2-7291-2027-6)
- 2013 : L’Enfant du 15 août : mémoires (Robert Laffont)  (ISBN 978-2-221-11310-3)

### Point de croix
Passionnée de broderies au point de croix, Régine Deforges a écrit, co-écrit ou présenté différents ouvrages sur ce thème :
- 1986 : Le Livre du point de croix, avec Geneviève Dormann et Anne Spengler, Editions Albin Michel  (ISBN 2-226-02790-4)
- 1987 : Les Livres du point de croix. 1, Alphabets, avec Geneviève Dormann et Anne Spengler, Editions Albin Michel  (ISBN 2-226-03118-9)
- 1987 : Les Livres du point de croix. 2, Marquoirs, avec Geneviève Dormann et Anne Spengler, Editions Albin Michel  (ISBN 2-226-03119-7)
- 1987 : Les Livres du point de croix. 3, Fleurs et fruits, avec Geneviève Dormann et Anne Spengler, Editions Albin Michel  (ISBN 2-226-03103-0)
- 1987 : Le Livre du point de croix, avec Geneviève Dormann, Edition France Loisirs  (ISBN 2-7242-3531-2)
- 1988 : De toutes les couleurs : point de croix, avec Geneviève Dormann, Edition Albin Michel  (ISBN 2-226-03364-5)
- 1988 : Partir : le point de croix, avec Geneviève Dormann, Edition Albin Michel  (ISBN 2-226-03370-X)
- 1995 : Le Tarot du point de croix, avec Eliane Doré, Editions Stock  (ISBN 2-234-04-500-2)
- 2001 : Du point de marque au point de croix : exposition, Nancy, Salle Poirel, [février-mars] 2000, préface de Régine Deforges, Editions Mango pratique  (ISBN 2-84270-315-4)
- 2006 : La collection de point de croix de Régine Deforges, avec Isabelle Faidy, photographies de Julien Clapot, Edition L'Inédite  (ISBN 2-35032-038-3)
- 2008 : Recettes brodées, avec Bernadette Baldelli, Edition L’Inédite  (ISBN 2-350-32130-4)
- 2013 : Lettres enluminées au point de croix, d’Isabelle Faidy-Contreau (Auteur) et Régine Deforges (Préface), Edition Le Temps Apprivoisé,  (ISBN 2-299-00191-3)

De 1994 à 2004, elle a publié plusieurs agendas en collaboration avec DMC sous plusieurs maisons d'édition.
- 1993 : Agenda 1994 Point de croix, Edition Plume  (ISBN 2-908-03481-6)
- 1994 : Agenda 1995 : la terre, Edition Plume  (ISBN 2-841-10009-X)
- 1997 : Agenda 1998 : la mer, Edition Mango  (ISBN 2-842-70047-3)
- 1999 : Agenda 1999 : les fleurs, Edition Mango  (ISBN 2-842-70106-2)
- 1999 : Agenda 2000, Edition Mango  (ISBN 2-842-70164-X)
- 2001 : Agenda 2001 : rouge, Edition Mango  (ISBN 2-842-70223-9)
- 2002 : Agenda 2002 : les arbres, Edition Mango  (ISBN 2-842-70295-6)
- 2002 : Agenda 2003 : bleu, Edition Mango  (ISBN 2-842-70352-9)
- 2004 : Agenda 2004 : les animaux, Edition Mango  (ISBN 2-842-70417-7)
- 2004 : Agenda 2005 : lecture, Edition Mango  (ISBN 2-842-70464-9)

La collection personnelle de Régine Deforges a été dispersée lors d'une vente aux enchères.
- 2015 : Régine Deforges : tableaux, point de croix, céramique, mobilier, livres : ventes, Paris, Drouot-Richelieu, salle 16, 10 et 11 février 2015 [catalogue de vente]

### Anthologies
- 1980 : Les Cent plus beaux cris de femmes (Cherche-Midi Éditeur)
- 1999 : La Chanson d’amour, petite anthologie (Éditions Mango-Images)
- 1993 : Poèmes de femmes (Cherche-Midi Éditeur)

### Contes
- 1982 : Léa au pays des dragons / (1991) réédition par Nathan
- 1985 : L’Apocalypse de saint Jean (Éditions Ramsay)
- 1995 : L’Arche de Noé de grand-mère (Éditions Calligram)
- 1991 : Léa et les diables (Seuil)
- 1992 : Léa et les fantômes (Seuil)
- 1992 : Le Couvent de sœur Isabelle (Seuil)
- 1993 : Les Chiffons de Lucie (Éditions Calligram)  (ISBN 2-02-012801-2)
- 1994 : Les Poupées de grand-mère (Stock)  (ISBN 978-2-234-04355-8)

### Nouvelles
- Les Cerises, dans C'est la rentrée ! : 16 écrivains racontent.... Paris : EJL, coll. "Librio", suppl. à Libération du 4 septembre 1997, p. 25-27.

### Livre audio
- 1986 : Pour l'amour de Marie Salat, lu par l'auteure, éditions des femmes, coll. « Bibliothèque des voix ».

## Adaptations au cinéma
- La Bicyclette bleue de Thierry Binisti (1999), avec Laetitia Casta, Georges Corraface, Virgile Bayle
- Le Cahier volé de Christine Lipinska (1991), avec Élodie Bouchez, Edwige Navarro, Benoît Magimel
- Contes pervers ou Les Filles de madame Claude, de Régine Deforges (1980), avec Carina Barone, Françoise Gayat, Zora Kerova
- Régine Deforges, amoureuse et rebelle, documentaire de Annie Morillon et Julien Cendres (2009), collection « Empreintes », MFP / France 5
- Régine Deforges, une femme de passion et de liberté, film documentaire de Marie-Dominique Montel et Christopher Jones. France 3 (2013)